# ひるはぴ
『ひるはぴ』は、NHK仙台放送局で放送されていた東北ブロック及び宮城県向けの地域情報番組。

## 概要
NHK仙台放送局では、2009年4月からこの枠の番組として『情報パレット』を制作してきた。しかし、東日本大震災を受け番組の内容は大きく変貌した。数カ月の中断期間を経て再開後は、“つながろう東北”という副題が付き、時間枠も首都圏並みに拡大、各県の番組にシームレスにつながる編成となり、復興に向けた生活情報の提供が主な柱となった。
この『情報パレット』は2012年3月19日をもって終了し、選抜高校野球による中断を経て2012年4月3日新たに始められた番組である。復興に向けた生活情報の提供は続けられるものの枠は縮小するか県域番組に移行し、震災前のスタイル（日常の生活情報主体となる内容）に可能な限り戻していくことを目指す。また、新たな統一投稿コーナー「めんこれ」が新設。
2017年5月22日、台湾の中国電視公司と制作した映像を相互に交換し、番組内で放送する協定を結んだ。月に1回程度当番組で放送している。
2018年3月22日の放送をもって、番組が終了。同時に枠後半に設定されていた各県ローカル枠も廃止された。

## 放送時間
- 東北6県の総合テレビ　平日 11:30～11:54（JST・2013年4月から）

※東北ブロック放送　11:50まで
※宮城県域放送　11:50から
※枠設定は、2013年3月までは、11:05開始で『情報パレット』のものを継承していた。

## 番組終了時の出演者
- 星川幸
- 渡邉智世
- 竹下愛実

## 過去の出演者
- 柳生聡子（元仙台放送アナウンサー）
- 大友典子
- 天明麻衣子
- 三宅惇子

## 宮城県以外で11:50から放送される番組
- 情報ランチ（青森放送局）※2014年3月までは11:45開始。
- エキヨコこまち（秋田放送局）※2015年3月までは11:45開始
- ひるっコいわて（盛岡放送局）
- やまモリ!（山形放送局）※2015年3月までは11:45開始
- ひるはぴ福島（福島放送局）

※「エキヨコこまち」「ひるはぴ福島」以外は、「情報パレット」時代からの継続。